# Katarina Bogunović
Katarina Bogunović Hočevar, slovenska muzikologinja,.
Trenutno (2010/2011) predava na Oddelku za muzikologijo Filozofske fakultete Univerze v Ljubljani.